# G.I. Joe: The Rise of Cobra
G.I. Joe: The Rise of Cobra (bra: G.I. Joe - A Origem de Cobra; prt: G.I. Joe: O Ataque dos Cobra) é um filme estadunidense de 2009, dos gêneros ação, aventura, ficção científica e suspense, dirigido por Stephen Sommers. O roteiro é baseado na linha de bonecos, HQs e desenhos da série G.I. Joe (Comandos em Ação, no Brasil), licenciados pela Hasbro. 
Lançado em 5 de agosto de 2009, em apenas três dias, o filme conseguiu arrecadar só nos Estados Unidos e Canadá, mais de US$ 150 milhões, bem como US$ 151 milhões nos outros territórios (dentre eles o Brasil, no qual estreou no topo das bilheterias). G.I. Joe: A Origem de Cobra arrecadou mais de US$ 302 milhões no mundo todo, seguindo a trajetória de Transformers, outro filme de sucesso da Paramount Pictures, inspirado em uma série de brinquedos da Hasbro.

## Enredo
Duke e seu fiel amigo Wallace, ambos soldados, transportam um carregamento de nanomites, uma perigosa arma que não pode cair em mãos erradas. No entanto, a organização terrorista Cobra, liderada por Baronesa e Storm Shadow, ataca o trem para roubar os nanomites. Duke e Wallace são salvos pelos Joes, liderados pelo general Hawk e compostos por Scarlett, Snake Eyes, entre outros. Duke e Wallace se unem aos Joes, atacados por Baronesa e Storm, que finalmente roubam os nanomites. Duke percebe que Baronesa é sua ex-esposa e é revelado que o chefe da organização é o corrupto traficante de armas Destro que, com um misterioso homem identificado apenas como "Doutor", implanta nanomites em homens, tornando-os armas de guerra. 
Planejando um ataque terrorista, eles são perseguidos pelos Joes em plena Paris, onde conseguem destruir a Torre Eiffel. No processo, a Organização Cobra captura Duke e o leva para o covil da organização, na Antártida. Os Joes vão resgatar Duke e Snake Eyes trava seu combate decisivo com Storm Shadow. Snake, depois de muita luta, mata Shadow. Enquanto isso, Baronesa percebe que Duke não é mal e passa a ajudá-lo, enquanto o Doutor se revela como um ex-parceiro de guerra de Duke, deformado por uma explosão, agora usando uma peruca e uma máscara. Duke consegue escapar antes de serem implantados nanomites em seu corpo. O Doutor foge com Destro e se autointitula "Comandante Cobra", deformando o traficante de armas. Os dois são presos no final, mas é revelado que Zartan, um membro da organização Cobra, sequestrou o presidente e está se passando por ele.

## Elenco
- Channing Tatum - Duke/ Conrad S. Hauser
- Dennis Quaid - General Hawk/ Clayton M. Abernathy
- Rachel Nichols - Shana 'Scarlett' O'Hara
- Ray Park - Snake Eyes
- Marlon Wayans - Ripcord/ Wallace Weems
- Saïd Taghmaoui - Breaker/ Abel Shaz
- Adewale Akinnuoye-Agbaje - Heavy Duty/ Hershel Dalton
- Karolina Kurkova - Cover girl/ Courtney A. Kreiger
- Brendan Fraser - Sargento Stone/ Geoffrey Stone IV

### Cobra
- Christopher Eccleston - Destro/ James McCullen XXIV
- Joseph Gordon-Levitt - Comandante Cobra/ Rex Lewis
- Byung-hun Lee - Storm Shadow/ Thomas Arashikage
- Sienna Miller - Baronesa/ Anastasia "Ana" Lewis de Cobray
- Arnold Vosloo - Zartan

### Outros
- Jonathan Pryce - Presidente dos Estados Unidos
- Gerald Okamura - Head Master do Clã ninja Arashikage
- Grégory Fitoussi - Daniel Barão de Cobray
- Kevin J. O'Connor - Dr. Mindbender
- David Murray - Destro original/ James McCullen IX - em 1641
- Leo Howard - Jovem Snake Eyes
- Brandon Soo Hoo - Jovem Storm Shadow
- Peter Breitmayer - Dr. Hundtkinder
- Brendan Fraser - Sargento Stone (aparece na Carvena pilotando um quadriciclo e assistindo à luta entre Snake Eyes e Duke)

## Recepção
O Metacritic, que usa uma média ponderada, atribuiu ao filme uma pontuação de 32 em 100, baseado em 25 críticos, indicando críticas "geralmente desfavoráveis".